# Al TV
Al TV era uno show creato dal cantante statunitense "Weird Al" Yankovic. La premessa dello show è che Yankovic usava la sua privata emittente satellitare per requisire le onde radio di una stazione di video musicali, al fine di mostrare il video che si vuole guardare. Il programma era principalmente composto dai video musicali di Al del suo stesso lavoro che consistevano in parodie di canzoni e di polka medley. I video per le polka medley semplicemente consistevano in brevi filmati degli altri video in cui Al cantava sincronizzato. Al occasionalmente usò questa tattica per le sue canzoni di cui non fece mai il video. Nello show faceva anche delle fittizie interviste con delle celebrità, commenta le ultime news musicali, legge le lettere dei fan, o fa delle ricette, tutte con un tocco di umorismo. Venne trasmesso uno show simile in Canada intitolato Al Music.
I titoli di testa sono una parodia del breve montaggio visto il 1º agosto 1981 quando MTV venne trasmesso inizialmente. La sigla, con Al alla fisarmonica e il manualista "Musical Mike! Kiefer, è la parodia della sigla che c'era nel montaggio.
Una versione di dieci minuti del film The Compleat Al venne trasmessa durante Al TV#6.
Non c'è uno speciale di Al TV prodotto per l'album di Al Alapalooza. Tuttavia, uno speciale "AL Music" venne prodotto per pubblicizzare l'album in Canada.

## EpisodiAl TV
La seguente è una lista integrale dei suoi special di Al TV, con a fianco l'album che l'episodio promuoveva, la data originale e la durata dell'episodio. I primi otto episodi vennero trasmessi su MTV. Il nono e il decimo episodio vennero trasmessi su VH1:
- Al TV#1 - In 3-D, 1º aprile 1984, quattro ore
- Al TV#2 - In 3-D, 3 settembre 1984, quattro ore
- Al TV#3 - Dare to Be Stupid, 7 luglio 1985, quattro ore
- Al TV#4 - Polka Party!, 3 febbraio 1986, due ore
- Al TV#5 - Even Worse, 20 aprile 1988, due ore
- Al TV#6 - Off the Deep End, 26 aprile 1992, tre ore, più un'ora di sbirciata
- Al TV#7 - Bad Hair Day, 23 maggio 1996, due ore
- Al TV#8 - Running with Scissors, 4 dicembre 1999, due ore
- Al TV#9 - Poodle Hat, 17 giugno 2003, un'ora
- Al TV#10 - Straight Outta Lynwood, 15 dicembre 2006, un'ora

## EpisodiAl Music
La seguente è una integrale lista degli special di Al Music, con a fianco l'album da promuovere, la data di trasmissione e la durata dell'episodio. Tutti gli episodi vennero trasmessi su MuchMusic:
- Al Music#1 - Off the Deep End, 14 agosto 1993, due ore
- Al Music#2 - Alapalooza, 11 dicembre 1993, due ore
- Al Music#3 - Bad Hair Day, 15 maggio 1996, due ore e trenta minuti

A causa del dissenso di MuchMusic (non volevano fare delle fittizie interviste o delle narrazioni dei video musicali senza il consenso degli autori), Al non produsse uno special per Running with Scissors. Dal 1996 Al Music non venne più trasmesso.

## Interviste false
Uno dei momenti salienti dello show è l'intervista falsa con una celebrità. Yankovic prendeva dei filmati da vecchie interviste e li modificava in modo che sembrava che stesse intervistando veramente la celebrità. Le domande e le risposte sono spesso di natura stupida, o spesso beffavano l'intervistato. La seguente è una lista integrale delle false interviste:

Al TV#1
- Boy George

Al TV#2
- Adam Ant

Al TV#3
- Madonna (prima intervista), Paul McCartney (prima intervista)

Al TV#4
- John Mellencamp

Al TV#5
- George Harrison, Sting

Al TV#6
- Paula Abdul, Def Leppard, George Harrison, Paul McCartney (prima intervista), Vince Neil, Ozzy Osbourne, Tom Petty

Al Music#1
- Paula Abdul, Def Leppard, George Harrison, Paul McCartney (prima intervista), Vince Neil, Ozzy Osbourne, Tom Petty

Al Music#2
- James Brown, George Harrison, Madonna (prima intervista), Prince, Bruce Springsteen, Sting

Al Music#3
- Mariah Carey, Mick Jagger, Billy Joel, Madonna (seconda intervista), Paul McCartney (seconda intervista), Robert Plant, Keith Richards

Al TV#7
- nessuno

Al TV#8
- Cher, Snoop Dogg, Michael Stipe, Steven Tyler

Al TV#9
- Céline Dion, Eminem, Avril Lavigne, Britney Spears e Justin Timberlake

Al TV#10
- Kevin Federline, Jessica Simpson